# Pero interrruptaria
Pero interrruptaria är en fjärilsart som beskrevs av George Duryea Hulst 1886. Pero interrruptaria ingår i släktet Pero och familjen mätare. Inga underarter finns listade i Catalogue of Life.